# Villa Pignatelli

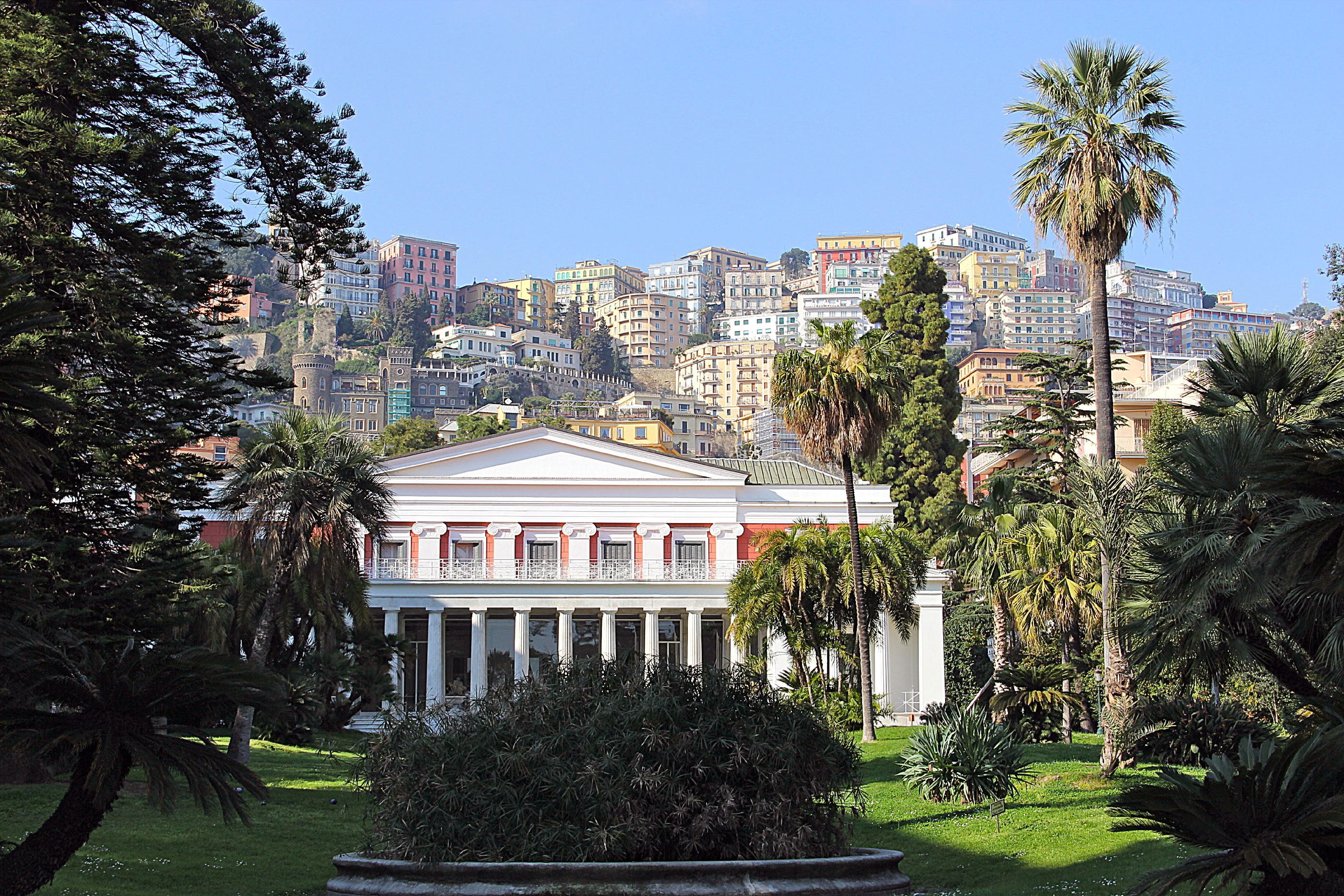
Villa Pignatelli in Napels

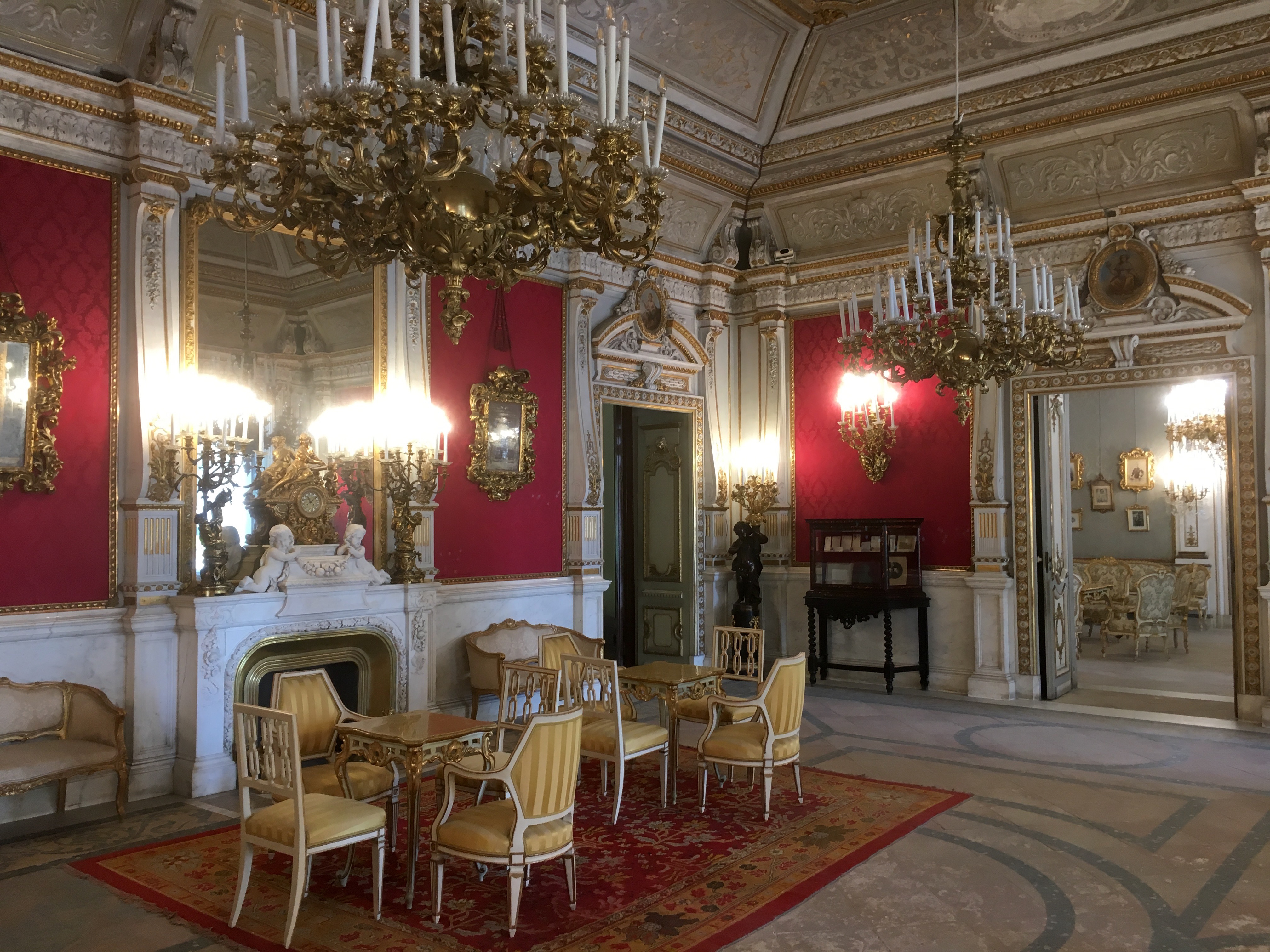
Het Rode Salon of Sala Rossa

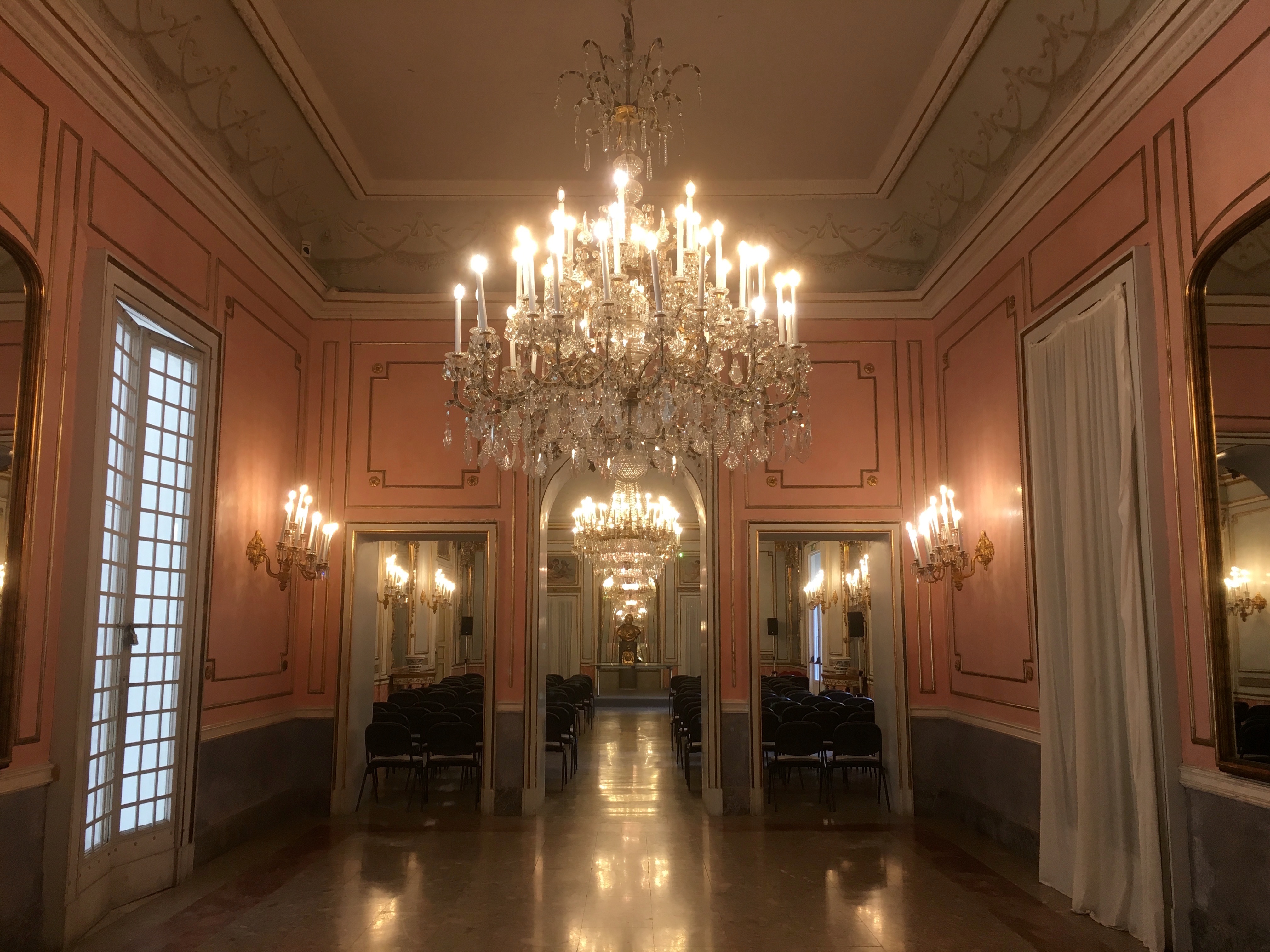
Balzaal of Sala da Ballo

De Villa Pignatelli (1826), ook Villa Rotschild genoemd, bevindt zich in Napels, hoofdplaats van de Italiaanse regio Campania. Zij is gelegen aan de Riviera di Chiaia, een lange avenue langsheen de kustlijn van de Golf van Napels, in de wijk Chiaia.

## Naam
De naam verwijst naar vroegere eigenaars, Carl Mayer von Rotschild (1788-1855), zoon van Mayer Amschel Rothschild, of naar prins Diego Aragona Pignatelli Cortes, hertog van Monteleone.

## Historiek
In 1826 startte Ferdinand baronet Dalberg-Acton (1801-1837) met de bouw van de villa. Hij koos als architect, de jonge Napolitaan Pietro Valente. De villa heeft drie verdiepingen en staat centraal in een park dat aangelegd werd als Engelse tuin. Valente ontwierp ook de conciërgerie en twee paviljoenen in het park. Dalberg-Acton was de oudste zoon van baronet John Francis Edward Acton, minister van marine en eerste minister in het koninkrijk Napels tijdens de regering van Ferdinand IV. Nadat zijn vader op de vlucht ging voor de Napoleontische troepen (1798), werd Dalberg-Acton geboren in ballingschap in Sicilië. Niettemin keerde hij naar Napels terug als zakenman. De villa moest de weelde uitstralen van deze adellijke zakenman.
Bij zijn dood (1841) kocht een andere zakenman de villa. Het ging om Carl Mayer von Rothschild. Deze bezat een filiaal van het Rotschildimperium in Napels sinds 1821. De monogram CR op de eerste verdieping van de villa herinnert aan deze periode. Nochtans gingen zijn zaken in Napels achteruit. De Villa Rotschild werd daarom in gebruik genomen als synagoge en dit tot 1867. 
Prins Diego Aragona Pignatelli Cortes kocht in 1867 de villa, die sindsdien de Villa Pignatelli wordt genoemd. Pignatelli liet nog twee paviljoenen in het park bijbouwen: een Zwitserse chalet en een neogotisch torentje. Twee generaties later verkocht prinses Rosina Pignatelli de Villa Pignatelli aan de Italiaanse Staat. Het doel was om het kostbaar meubilair te behouden in de villa. Het grootste deel van de inboedel en de inrichting is immers te danken aan de familie Pignatelli.
De Italiaanse overheid richtte drie musea op in de Villa Pignatelli: de villa zelf met de luxueuze salons, genoemd Museo Principe Diego Aragona Cortes; de Casa della Fotografia; alsook het koetsenmuseum Museo delle Carrozze di Villa Pignatelli met een deel van het park.